# Kurt Gloor
Kurt Gloor (Zúrich, 8 de noviembre de 1942 - † 20 de septiembre de 1997) fue un director de cine suizo.

## Biografía
Hijo del inspector de seguros Kurt Gloor y de su esposa Irma (nombre de soltera Surbeck) estudió diseño gráfico en la Zürcher Hochschule der Künste de Zúrich. Trabajó en diversos estudios de Zúrich y Viena y fue ayudante de cámara en la producción de películas publicitarias.
En 1969 fundó Kurt Gloor Filmproduktion y desde entonces fue un cineasta independiente con crítica social que trabajó inicialmente con documentales como Die Landschaftsgärtner (1969) o Die grünen Kinder (1971). Hasta 1972 también fue director de fotografía. Sus películas, que trataban críticamente el tópico de una Suiza ideal, polarizaron el público. El presidente del cantón y el consejero del gobierno le rechazaron el Zürcher Filmpreis que le concedieron el jurado por su película Die grünen Kinder, que fue una de las primeras a tratar la degradación del medio ambiente en Suiza.
Se hizo conocido por el gran público con su primer largometraje, Die plötzliche Einsamkeit des Konrad Steiner, protagonizado por Sigfrit Steiner sobre un viudo viejo que está a punto de ser puesto en una residencia para gente mayor, fue presentado en el 26.º Festival Internacional de Cine de Berlín. Cinco años más tarde, en 1981 dirigió Der Erfinder que participó en el 31.º Festival de Cine de Berlín. y recibió el Premio OCIC al Festival Internacional de Cine de San Sebastián 1981. Y en 1984 dirigió Mann ohne Gedächtnis que participó en el 34.º Festival de Cine de Berlín. En 1993 comenzó a producir documentales para televisión en 1993.
Kurt Gloor estaba casado con Verena Christen desde 1965 y tenía una hija llamada Corina. En 1997 se suicidó después de acabar su última película. Su tumba se encuentra en el cementerio de Manegg.

## Filmografía
- 1967: ffft (cortometraje)
- 1968: Hommage (cortometraje)
- 1968: Mondo Karies (cortometraje)
- 1969: Die Landschaftsgärtner (documental)
- 1970: Wanted (cortometraje)
- 1970: Ex (documental)
- 1971: Die grünen Kinder (documental)
- 1972: Was halten Sie von autoritärer Erziehung? (cortometraje -documental)
- 1973: Die besten Jahre (documental)
- 1976: Die plötzliche Einsamkeit des Konrad Steiner
- 1977: Em Lehme si Letscht
- 1979: Der Chinese
- 1980: Der Erfinder
- 1984: Mann ohne Gedächtnis
- 1991: Gesichter der Schweiz (Visages suisses) (Episodio: Wilhelm Tell)
- 1993: Jessica
- 1993: Traumjob für Schutzengel
- 1994: Blindlings ins Leben
- 1996: Lahmgelegt – Der Kunstmaler Klaus Spahni
- 1996: Mit einem Fuß im Jenseits – Leben nach dem Tod (documental)